# John Theodore Buchholz
John Theodore Buchholz (14 de julio de 1888 - 1 de julio de 1951 ) fue un botánico, pteridólogo y dendrólogo estadounidense, especializado en gimnospermas.

## Algunas publicaciones
- Suspensor and Early Embryo of Pinus. Bot.Gaz. 66 (3), pp. 185-228. 1918
- Polyembryony among Abietineae. Bot.Gaz. 69: 153-167. 1920
- Embryo development and polyembryony in relation to the phylogeny of conifers. Amer.J.Bot. 7: 125-145. 1920
- The classification of Coniferales. Trans.Ill.State Acad.Sci. 25: 112-113. 1933
- The generic segregation of the Sequoias. Amer.J.Bot. 26: 535-538. 1939
- A comparison of the embryogeny of Picea and Abies. Madroño 6: 156-167. 1942
- Generic and subgeneric distribution of the Coniferales. Bot. Gaz. 110: 80-91. 1948
- Additions to the coniferous flora of New Caledonia. Bull.Mus. Hist.Nat. París, sér. 2, 21: 279-286. 1949
- A flat-leaved pine from Annam, Indo-China. Amer.J.Bot. 38: 245-252. 1951

- La abreviatura «J.Buchholz» se emplea para indicar a John Theodore Buchholz como autoridad en la descripción y clasificación científica de los vegetales.[1]

## Fuente
Traducciones de los Arts. en lengua inglesa y alemana de Wikipedia.